# Isländische Küche

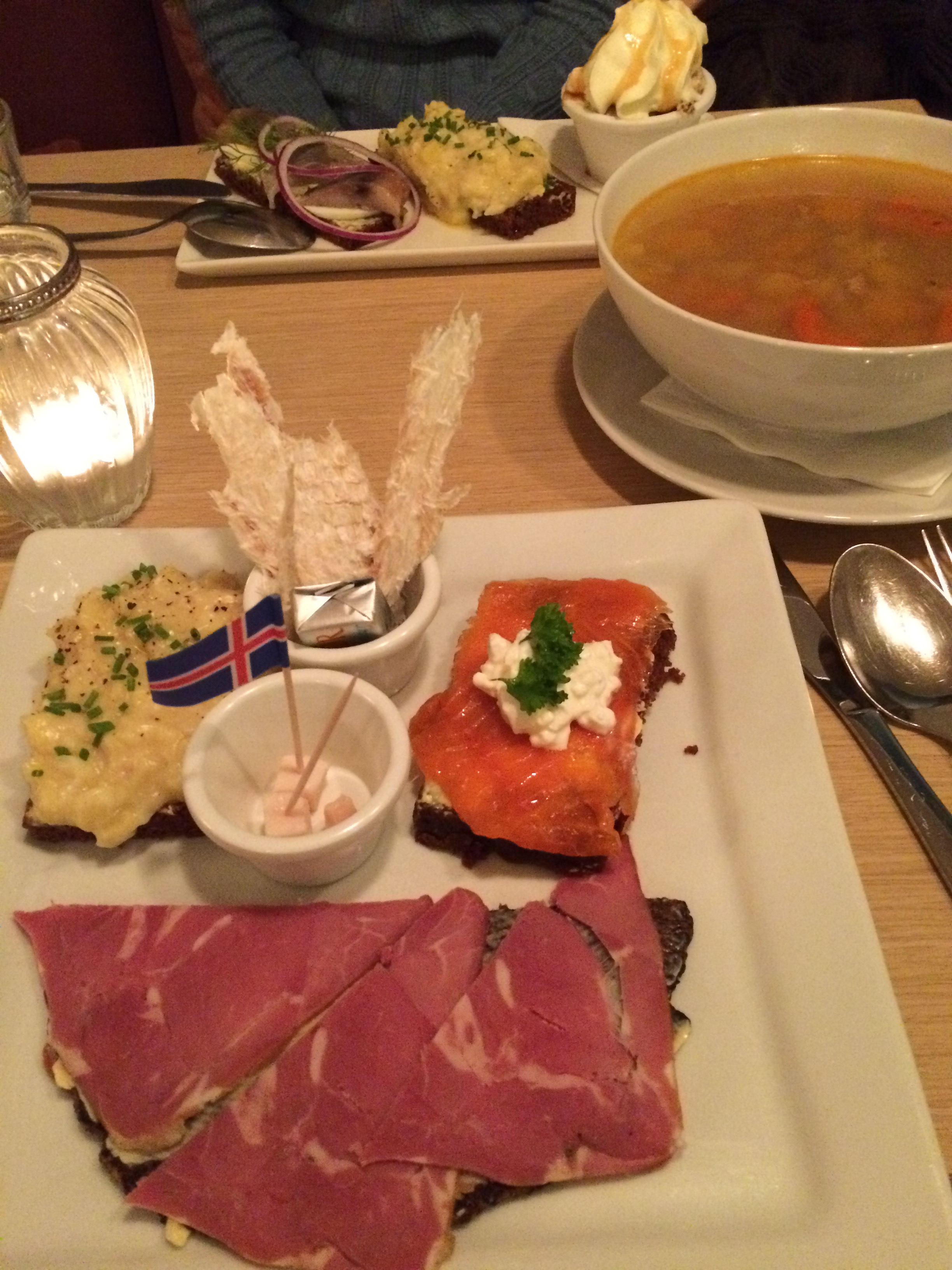
„Isländische Delikatessenplatte“, darauf: Rührei mit Hering, getrockneter Fisch mit Butter, Lachs, Hákarl (mittig) und Hangikjöt, teils auf Rúgbrauð

Die isländische Küche ist die Landesküche Islands.

## Grundlagen der isländischen Küche
Aufgrund des rauen Klimas und der langen Winter war die isländische Küche sehr karg. Sie kannte kaum Gewürze und verwertete traditionell alles Essbare. Die wichtigste Zubereitungsmethode war das Kochen. Da Brennholz auf Island stets Mangelware war, wurden auch heiße Quellen zum Kochen genutzt.
Die Basis der isländischen Küche war der Fischfang. Die Viehzucht auf Island beschränkte sich überwiegend auf Schafe, Rinder und Pferde, seltener wurden Ziegen, Schweine und Hühner gehalten. Gegessen wurden daher auch Seevögel wie Tordalken, Trottellummen, Gryllteisten, Papageientaucher und ihre Eier, aber auch Wal- und Robbenfleisch. Der Anbau von Getreide (außer Gerste) und Gemüse war in Island aufgrund der geografischen Lage kaum möglich, infolgedessen wurde es in der isländischen Küche kaum verwendet. Daher spielte auch Brot jahrhundertelang keine wesentliche Rolle in der Ernährung. Mehl konnte teilweise durch gemahlenes Isländisch Moos oder Algen ersetzt werden. Rüben, Kohl, Rhabarber, verschiedene Ampfersorten, Angelica und Beeren wie Heidelbeeren, Rauschbeeren und Krähenbeeren lieferten Vitamine. Wacholderbeeren, Isländischer Thymian (blóðberg), Kerbel und Kümmel dienten als Würze.
Eine isländische Spezialität ist der Skyr, eine Art Frischkäse. Die bei der Käse-Produktion gewonnene Molke wurde für verschiedene Getränke und zum Konservieren von Fleischprodukten verwendet. Die Konservierung von Fleisch und anderen Lebensmitteln war sehr wichtig, um die langen Winter überleben zu können. Die hierfür verwendeten Methoden waren Räuchern, Trocknen, Einsalzen, Pökeln, milchsauer Einlegen und Fermentieren.

## Traditionelle Gerichte

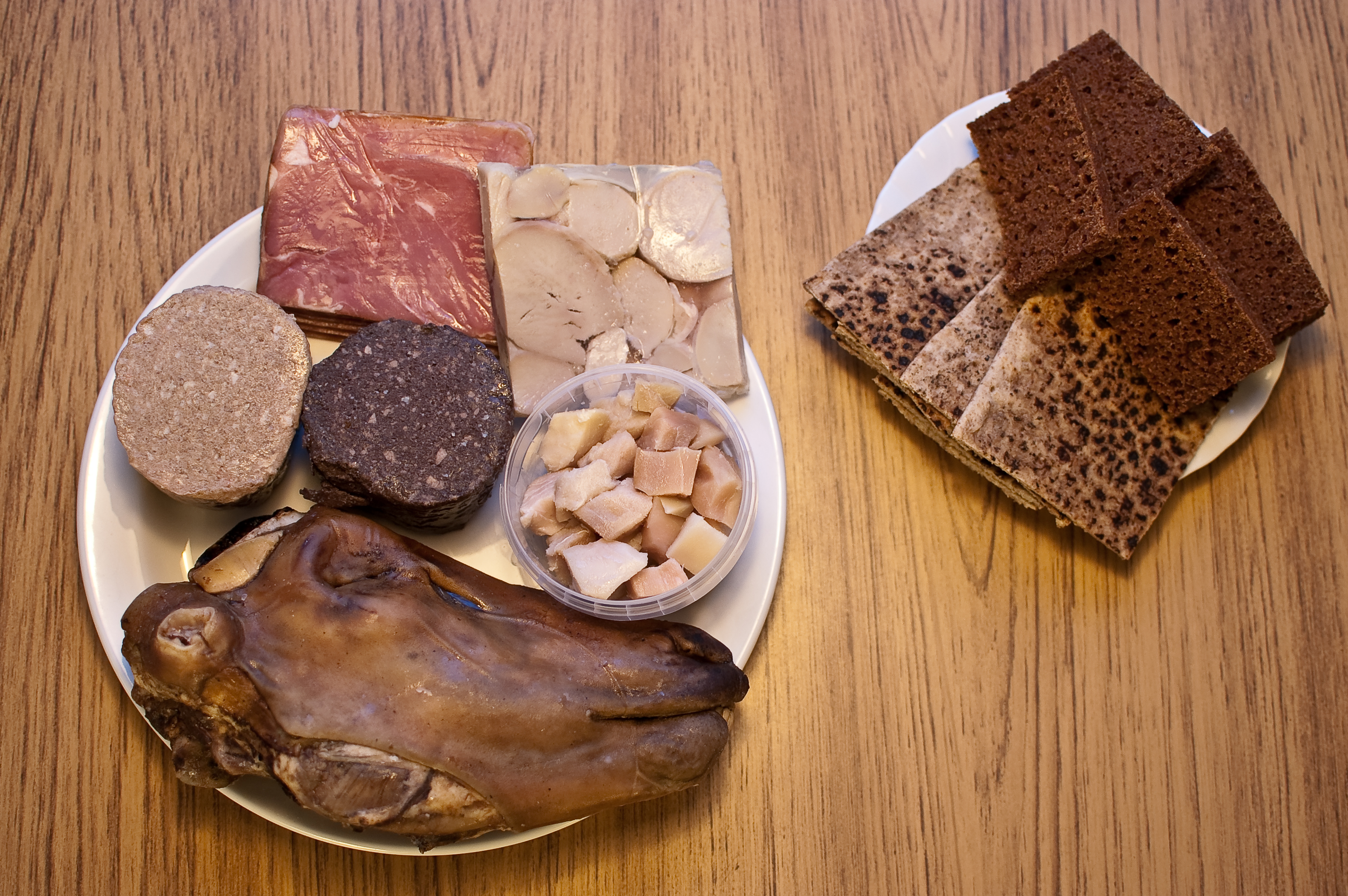
Þorramatur-Gedeck

Der Großteil der traditionellen Gerichte wird heute nur noch zu bestimmten Festtagen und zum Winterfest Þorrablót serviert. Dazu werden Kartoffeln und Rübenmus gegessen, als Digestif wird Brennivín getrunken. Viele dieser Speisen, Þorramatur genannt, rufen bei Kulturfremden, aber auch modernen Isländern, auf Grund ihrer Konsistenz, ihres Geruchs oder auch des Geschmacks Befremden hervor. Einige Beispiele sind:
- hákarl, fermentierter Hai, der im frischen Zustand giftig wäre[8]
- kæst skata, fermentierter Rochen, wird ebenso zubereitet wie hákarl und am 23. Dezember serviert[9]
- lundabaggar, gekochte und sauer eingelegte Schafsinnereien
- saltkjöt (Pökelfleisch), wird oft als Suppeneinlage gegessen
- selshreyfar, sauer eingelegte Robbenflossen
- síld, marinierter Hering
- slátur, in einem Schafsmagen gekochte Innereien vom Schaf, ähnlich wie schottischer Haggis[10]
- súrsaðir hrútspungar, in Molke eingelegte Hammelhoden, teilweise auch als Pastete zubereitet
- svið, abgesengte, gekochte Schafsköpfe

## Isländische Küche heute

### Zutaten

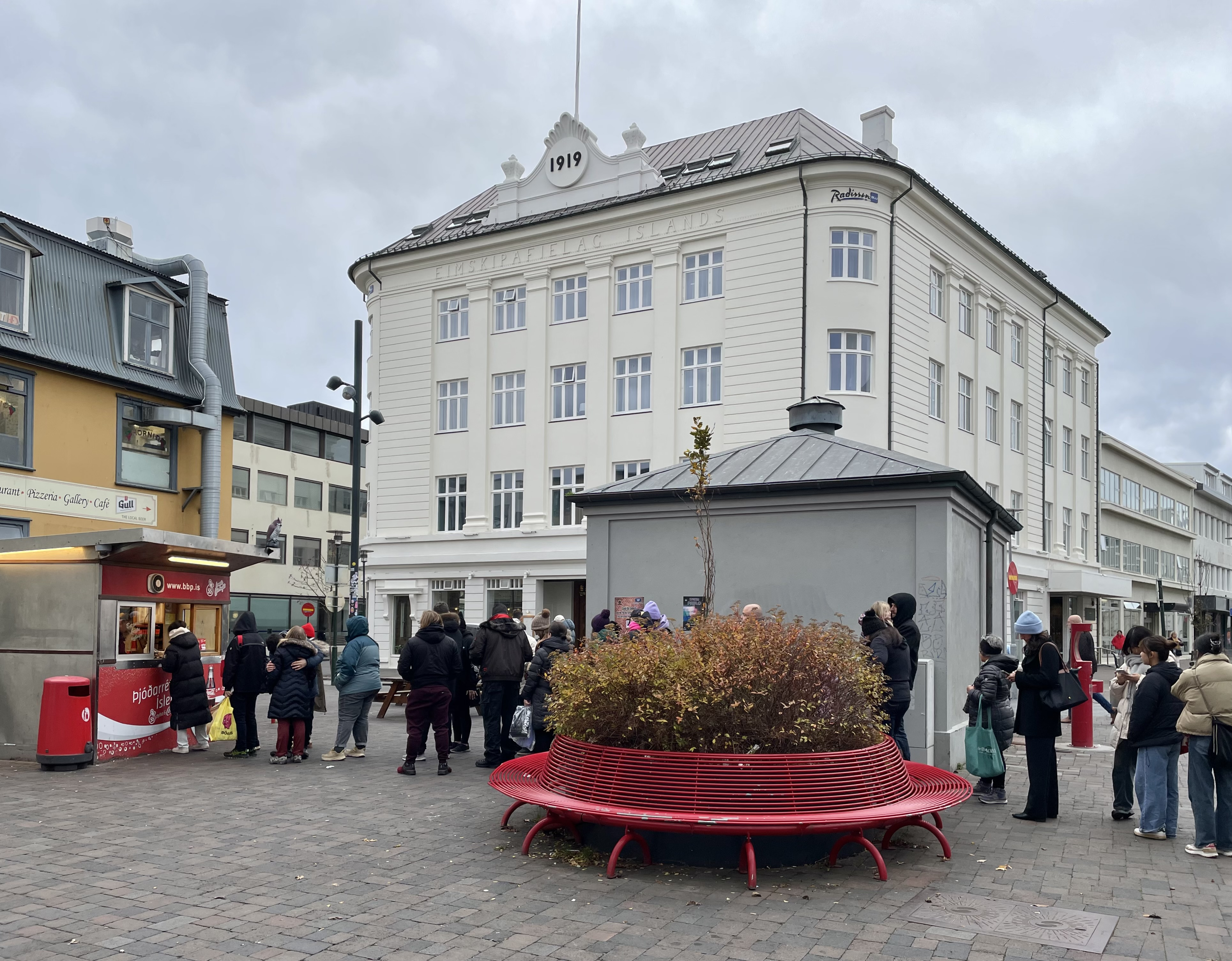
Hot Dogs sind in Island beliebt. Dieser Stand in Reykjavík ist berühmt und die Leute stehen Schlange dafür.

Seit den 1950er Jahren hat man in Island genauso wie in Mitteleuropa im Supermarkt eine große Auswahl an Produkten, was zur Vielfalt der Küche beiträgt. Gemüse, vor allem Tomaten, wird heute auch in geothermal beheizten Gewächshäusern angebaut. Neben wildwachsenden Kräutern, Beeren und Isländisch Moos sind außerhalb von Gewächshäusern auch Kulturpflanzen wie Rhabarber, Wurzel- und Kohlgemüse sowie Kartoffeln zu finden. Garnelen und viele Arten Seefisch kommen auf den Tisch, wobei der Schellfisch dem Kabeljau vorgezogen wird. Auf der Insel wachsende Speisepilze wie Bovist, Birkenpilz oder Wiesenchampignon werden mittlerweile auch gegessen. Island produziert eigenes Rapsöl.
Die isländischen Lämmer, die einen Großteil ihres Lebens freilaufend verbringen, werden im Alter von etwa einem halben Jahr geschlachtet. Das Fleisch von älteren Tieren gilt als minderwertig und wird fast nur verarbeitet angeboten (zum Beispiel als gepökelte Siedewurst, isländisch kindabjúga). Pferdefleisch wird, nachdem es lange Zeit mit einem Tabu belegt war, auch wieder gegessen und ähnlich wie Rindfleisch zubereitet. Trotz internationaler Ächtung betreibt Island weiterhin Walfang. Das Fleisch von Zwergwalen ist in Island erhältlich. Für die Küche des Landes spielt es jedoch kaum noch eine Rolle. Die Hauptkonsumenten von Walfleisch in Island sind mittlerweile Touristen.
Zu den Spezialitäten der modernen isländischen Küche gehören Wildlachs, Forelle und Saibling, Wildgeflügel wie Gänse, Enten und Seevögel sowie Seefisch und Lammfleisch. In Restaurants wird zu speziellen Anlässen auch Rentier serviert, das zu den teuersten Fleischsorten auf Island gehört.

### Speisen
Einige der traditionellen Nahrungsmittel kommen auch heute noch oft auf den Tisch. Dazu gehören Hangikjöt, Skyr und Stockfisch (isländisch harðfiskur, mit etwas Butter bestrichen ein beliebter Snack in Island). Andere, wie bjúga (eine Art Wurst), Rüben oder Pökelfleisch (saltkjöt) gelten als Arme-Leute-Essen und verlieren an Bedeutung. Ein beliebtes Gericht ist kjötsúpa (Lammfleischsuppe).
Als typisch isländische Süßspeisen können kleinur, ein Schmalzgebäck, Crêpe-artige pönnukökur, Plinsen-ähnliche lummur, laufabrauð, ein traditionelles Weihnachtsgebäck, und Kakaosuppe mit Zwieback gelten.
Typische Brotsorten sind rúgbrauð (eher süßes Roggenbrot) und flatbrauð (eine Art Fladenbrot).

## Getränke
Das beliebteste Getränk der Isländer ist Kaffee. Er wird mehrmals am Tag zu bestimmten Zeiten (genannt kaffitími) bis zum Abend (kvöldkaffi) getrunken. Eine Besonderheit ist molakaffi: Zum schwarzen Kaffee wird Würfelzucker (sykurmolar) gereicht. Man nimmt den Zucker in den Mund und trinkt den Kaffee durch dieses Stück.
Getränke aus Molke sind weiterhin beliebt. Es gibt eine Vielzahl kleiner Brauereien auf Island, aber auch Brennereien, die Wodka, Gin, Whiskey und Brennivín herstellen.